# Кірстін Меєр
Кірстін Меєр (Kirstine Bjerrum Meyer, 12 жовтня 1861 — 28 вересня 1941) — данська вчена-фізик. Багато років пропрацювала університетським викладачем, паралельно працюючи над своїми дослідженнями. 1899 року отримала золоту медаль Данської королівської академії наук за публікацію дослідження того, чи існує загальне рівняння стану для всіх рідких тіл, Om overensstemmende Tilstande hos Stofferne.
Меєр отримала докторський ступінь у галузі фізики в Копенгагенському університеті 1909 року, ставши першою данкою з докторським ступенем у галузі природничих наук. Її дисертація Temperaturbegrebets Udvikling gennem Tiderne («Розвиток концепції температури в часі») була присвячена історії поняття температури.
1902 року Мейєр заснувала данський журнал з фізики, Fysisk Tidsskrift. Вона була його редакторкою до 1913 року .
1925 року її нагороджили премією Tagea Brandt Rejselegat.